# Nätdrog
Nätdrog eller internetdrog är en vardaglig eller medial beteckning på droger, vanligen med narkotisk effekt, som säljs via näthandel. Beteckningen har särskilt använts om droger som inte är narkotikaklassade i försäljningslandet, men som kan ha effekter som liknar andra droger som är narkotikaklassade. Så länge som narkotikaklassning saknas förblir handeln laglig, eller åtminstone belagd med betydligt mildare straff än vad som annars skulle vara fallet, då exempelvis den svenska Narkotikastrafflagen inte är tillämpbar. 
Avsaknaden av narkotikaklassning beror i allmänhet på att de aktiva substanserna inte tidigare använts som registrerade läkemedel i aktuellt land eller varit vanligt förekommande som missbruksdroger. Substanserna har därför inte genomgått en bedömning av effekt eller farlighet hos ansvariga myndigheter.
Flera droger som uppmärksammats som "nätdroger" har efter hand narkotikaklassats i Sverige och andra länder. I flera fall har detta skett först en viss tid efter dödsfall har kunnat konstateras av missbruk av aktuell drog.
I Sverige sker normalt först en klassning som hälsofarlig vara i enlighet med Lagen om förbud mot vissa hälsofarliga varor, vilket kan ske snabbare än en fullständig narkotikaklassning. Syftet med denna inledande klassificering är att möjliggöra beslag.
Narkotikaklassning av en substans leder ofta till att en annan substans, med liknande effekt men ännu inte narkotikaklassad, börjar säljas istället.
Från 1 april 2011, då Förstörandelagen infördes, har polisen och tullen i Sverige rätt att beslagta syntetiska droger som inte är narkotikaklassade om de bedömer att syftet med innehavet är kopplat till drogmissbruk. Efter beslut av en åklagare får polisen destruera det som beslagtagits.

## Droger som omtalats som nätdroger
- 5-MeO-DIPT (också känt som Foxy Metoxy), 5-MeO-DMT, 5-MeO-AMT och 2C-E, klassade som hälsofarlig vara i Sverige 1 oktober 2004[9]
- Efedrin, som är dopningsklassat i Sverige[10]
- Ketamin, narkotikaklassat i Sverige 1 juli 2005[10][4]
- DOC och DOI, narkotikaklassade i Sverige 15 maj 2007[11]
- Bromo-DragonFLY, narkotikaklassat i Sverige 15 juli 2007[4]
- Dextrometorfan (DXM), narkotikaklassat i Sverige 7 juli 2008[5]
- Fenazepam, narkotikaklassat i Sverige 15 september 2008[12]
- Mefedron och metedron, narkotikaklassade i Sverige april 2009 respektive 9 december 2009[13][14]
- Spice, 15 syntetiska cannabinoider kopplade till denna narkotikaklassades i Sverige i olika omgångar under 2009-2010.[15]
- Butylon, narkotikaklassad i Sverige 1 februari 2010.[16]
- MDPV, narkotikaklassad i Sverige 1 februari 2010.[16]
- 4-HO-MET[17]
- Flefedron[18]
- Krypton, som innehåller O-desmetyltramadol (ODT) och Kratom. O-desmetyltramadol blev narkotikaklassat under 2011.[19]
- 5-IT[20]